# 利基萨

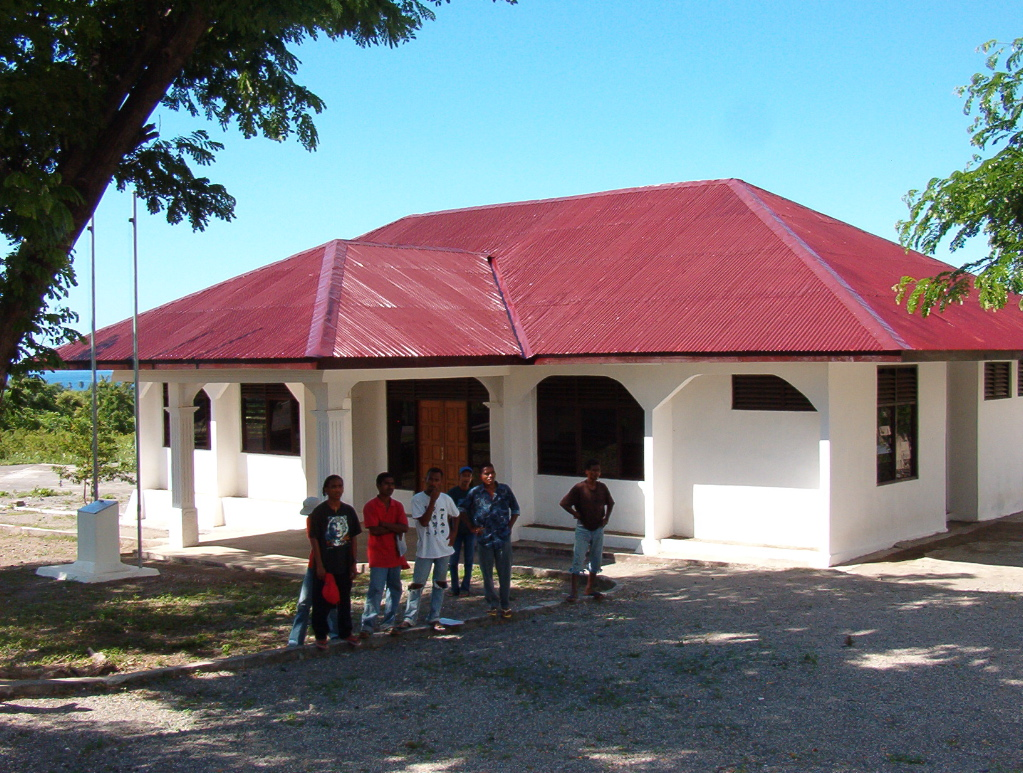
社區中心

利基萨（葡萄牙語︰Liquiçá，德頓語︰Likisá）是東帝汶的海邊城市，是利基萨区的首府，位於首都帝力以西32公里，人口19,000。